# Church and Country
Church and Country è un cortometraggio muto del 1912 diretto da Ashley Miller. Ottavo dell'United States History Series.

## Produzione
Il film fu prodotto dalla Edison Company.

## Distribuzione
Distribuito dalla General Film Company, il film - un cortometraggio in una bobina - uscì nelle sale cinematografiche degli Stati Uniti il 12 aprile 1912.